# Relaciones Bosnia y Herzegovina-Venezuela
Las relaciones Bosnia y Herzegovina-Venezuela se refieren a las relaciones internacionales que existen entre Bosnia y Herzegovina y Venezuela.

## Historia
Bosnia y Herzegovina desconoció los resultados de las elecciones presidenciales de Venezuela de 2018, donde Nicolás Maduro fue declarado como ganador.[cita requerida]